# Завод метанолу у Джубайлі (Ar Razi)
Завод метанолу у Джубайлі (Ar Razi) – підприємство нафтохімічної промисловості, яке діє у індустріальному центрі Джубайль на східном узбережжі Саудівської Аравії.
У 1979 році саудівська нафтохімічна корпорація SABIC та японський консорціум під управлінням Mitsubishi створили на паритетних засадах спільне підприємство Ar Razi Saudi Methanol Company. В наступні три десятиліття компанія Ar Razi перетворилась на одного з найбільших світових виробників метанолу, що здатний випускати 4,85 млн тон на рік.
Виробничий майданчик Ar Razi в Джубайлі складається з кількох черг:
- перша та друга мають однакову річну потужність на рівні 750 тисяч тон та були введені в дію у 1983-му та 1991-му відповідно;
- в 1997-му та 1999-му другу стали до ладу третя та четверта черги продуктивністю 850 тисяч тон на рік;
- в 2008-му запустили п’яту чергу, що може випускати 1650 тисяч тон метанолу. 
В 2018 році добіг завершення 40-річний термін угоди про спільну діяльність. Хоча вона й була подовжена, проте Mitsubishi продала SABIC 25% акцій.
Як сировину підприємство використовує природний газ, який надходить до Джубайлю по трубопроводах Беррі – Джубайль, Утманія – Беррі, Хурсанія – Беррі, Васіт – Беррі, а з середини 2020-х зможе також надходити по газопроводу Танаджиб – Джубайль.